# Tableau des variétés de courges

Tableau des variétés de courges cultivées classées par espèces botaniques

## Cucurbita pepo

### Courges vraies
- Jack Be Little
- Jack O'Lantern
- melonnette jaspée de Vendée
- Courge sucrière du Brésil

### Courgettes
- Ronde de Nice
- blanche d'Égypte
- verte de Milan
- verte d'Italie
- Coucourzelle

### Pâtissons
- Pâtisson panaché
- Pâtisson verruqueux

### Citrouilles
- Citrouille de Touraine

## Cucurbita maxima

### Potirons
- Rouge vif d'Étampes
- Jaune gros de paris
- Bleu de Hongrie
- Blanc de Corné
- Noir du Brésil
- Atlantic Giant
- Galeuse d'Eysines

### Giraumons
- Bonnet turc

### Potimarrons
- Red Curry
- à gros fruits

## Cucurbita moschata

### Courges musquées
- Courge longue de Nice
- Courge musquée de Provence
- Courge pleine de Naples
- Courge sucrine du Berry

### Courges de Hubbard
- Hubbard vert verruqueux
- Hubbard Navajo
- Hubbard bleu
- Hubbard Golden

### Courges Butternut
- Butternut Waltham
- Butternut Ponca
- Neck Pumpkin